# چارلز-ادوارد کوریدون
چارلز-ادوارد کوریدون (انگلیسی: Charles-Édouard Coridon؛ زادهٔ ۹ آوریل ۱۹۷۳) بازیکن فوتبال سابق اهل فرانسه است که در پست هافبک بازی می‌کرد.
از باشگاه‌هایی که در آن بازی کرده‌است می‌توان به باشگاه فوتبال لانس، باشگاه فوتبال آنکاراگوچو، باشگاه فوتبال گنگام، و باشگاه فوتبال پاری سن ژرمن اشاره کرد.
وی همچنین در تیم‌های ملی فوتبال زیر ۲۱ سال فرانسه و مارتینیک بازی کرده‌است.